# Nationaal park Noordoost-Groenland
Het Nationaal Park Noordoost-Groenland (Groenlands: Kalaallit Nunaanni nuna eqqissisimatitaq/ Deens: Grønlands Nationalpark) is het grootste nationale park ter wereld, met een oppervlakte van 972.000 vierkante kilometer (23,5 keer Nederland). Het is tevens het enige nationaal park van Groenland en het noordelijkst gelegen nationale park ter wereld; het noordelijkste puntje van het park ligt net iets noordelijker dan dat van Nationaal park Quttinirpaaq in Canada.
Het park beslaat de gehele noordoostelijke kustlijn en binnenland van Groenland.

## Geografie
Het park grenst aan de gemeentes Sermersooq in het zuiden en Qaasuitsup in het westen. Het park valt zelf buiten de gemeentelijke indeling. De westgrens van het park loopt langs de 45e westelijke meridiaan.
Het binnenland van het park behoort tot de Groenlandse ijskap, maar er bevinden zich ook grote ijsvrije stukken langs de kust en in het noorden (Pearyland). Het behoort is zijn geheel tot de WWF-ecoregio NA1112.

## Geschiedenis
Het park werd officieel opgericht op 22 mei 1974, en besloeg toen het noorden van het voormalige landsdeel Tunu (Oost-Groenland). In 1988 werd het park uitgebreid met nog eens 272.000 vierkante kilometer van Avannaa (Noord-Groenland), en bereikte zo zijn huidige omvang.
In januari 1977 werd het park benoemd tot biosfeerreservaat. Het park wordt beheerd door het Groenlandse ministerie voor milieu en natuur.
De historische onderzoekskampen Eismitte en North Ice vallen binnen de grenzen van het huidige park.

## Bewoners
Het park heeft vrijwel geen permanente inwoners. In 1986 woonden er 40 mensen in het park, te weten in Mestersvig. Wel wordt het park geregeld gebruikt voor zomeractiviteiten.
Volgens recentere tellingen wonen er ongeveer 31 mensen en 110 honden in het park, verdeeld over meerdere locaties:
- Daneborg (12) hoofdkwartier van de Slædepatruljen Sirius.
- Danmarkshavn (8) weerstation
- Station Nord (5) militaire basis
- Mestersvig (2) militaire buitenpost met een landingsbaan
- Zackenberg (0) onderzoeksstation, wordt enkel in de zomer gebruikt.
- Summit Camp (4) onderzoeksstation.

## Fauna
In het park leven 5.000 tot 15.000 muskusossen, ongeveer 40% van de totale populatie muskusossen in de wereld. Andere zoogdieren in het park zijn ijsberen, poolvossen, hermelijnen en poolhazen. Tot 1900 leefden er tevens rendieren en tot 1934 grijze wolven.
Zeedieren die langs de kust van het park worden gevonden zijn walrussen, ringelrobben, baardrobben, zadelrobben en klapmutsen.
Vogelsoorten in het park zijn de ijsduiker, brandgans, kleine rietgans, eidereend, koningseider, giervalk, sneeuwuil, drieteenstrandloper, alpensneeuwhoen, en raaf.